# 羅斯金 (內布拉斯加州)
羅斯金（英語：Ruskin）是位於美國內布拉斯加州納科爾斯縣的村。

## 人口
根據2020年美國人口普查的數據，羅斯金的面積為1.08平方千米，皆為陸地。當地共有人口105人，而人口密度為每平方千米97人。